# Sprotbrough
Sprotbrough – wieś w Anglii, w South Yorkshire, w dystrykcie (unitary authority) Doncaster. Leży 3,4 km od miasta Doncaster, 23,5 km od miasta Sheffield i 234,5 km od Londynu. W 2016 miejscowość liczyła 3381 mieszkańców. W 1961 roku civil parish liczyła 7469 mieszkańców. Sprotbrough jest wspomniana w Domesday Book (1086) jako Sproteburg.